# Valle Vista (Arizona)
Valle Vista est une census-designated place du comté de Mohave, dans l'État de l'Arizona, aux États-Unis. En 2020, elle compte une population de 1 802 habitants.